# Národní akademie hudebního umění a věd
National Academy of Recording Arts & Sciences, Inc. (česky Národní akademie hudebního umění a věd) nebo krátce jen Recording Academy, je organizace amerických hudebních kritiků, hudebních producentů, zvukařů a jiných odborníků v oblasti záznamových médií. Byla založená v roce 1957. Úlohou akademie je zabezpečovat a garantovat stále kvalitnější a kulturnější podmínky pro hudbu a její tvůrce a to ve všech hudebních oblastech.
Recording Academy se do mezinárodního povědomí dostala díky Cenám Grammy, které každoročně uděluje.